# 農業工学
農業工学（のうぎょうこうがく、英語: agricultural engineering）とは、農学の一分野で、農業に関する課題について、土木工学や機械工学を応用して研究する学問。

## 概要
農業工学は大別すると２つの分野に分けられる。1つは土木工学を応用して、灌漑、農地排水、干拓、開拓、圃場整備など農業生産の基盤に関する問題を扱う学問の農業土木学、もう1つは、機械工学、情報工学、気象学などの知見を応用して、農業機械や農業施設といった農産物の生産、貯蔵、加工のための機械や施設、あるいは情報システムの開発や栽培環境の制御技術に関する問題を扱う学問の農業環境工学である。

## 農業工学内での学問区分
農業工学のさらに詳細な区分としてつぎのような分け方が想定される。なお、日本でよく見られるように農業工学を農業土木学と農業機械学（農業環境工学）に区分するのは、水需要が大きく土木技術の重要性の高い水田を有するアジア諸国に特徴的であり、下記のCIGRやASABEの例からもわかるように、国際的には灌漑技術を特別に他と区分する傾向は見られない。

### CIGRの技術セクション
CIGR（International Commission of Agricultural and Biosystems Engineering）は農業工学を扱う国際的な学術団体である。
その技術セクションとしては以下の7つが存在しており、農業工学における学術区分の代表例といえる。なお（）内は直訳ではなく、CIGRによる説明を解釈して日本の農業工学分野の用語で近いものを当てている。
- Section I: Land and Water（土地・水）
- Section II: Structures and Environment（農業施設環境）
- Section III: Plant Production（栽培装置）
- Section IV: Energy in Agriculture（農業でのエネルギー利用）
- Section V: System Management（農場・労働システムの最適化）
- Section VI: Bioprocesses（調整・加工）
- Section VII: Information Technology（情報通信）

### ASABEの分野区分
ASABE（American Society of Agricultural and Biological Engineers）はアメリカで農業工学を扱う学術団体である。本会は以下のような分野の技術を対象としている。
- Energy Systems
- Facility Systems
- Machinery Systems
- Natural Resources & Environmental Systems
- Animal Systems
- Plant Systems
- Processing Systems

### 日本農業工学会の加盟学会
日本には、CIGRやASABEのように農業工学を包括的に扱う学会は存在しない。代わりに複数ある農業工学関係の学会が所属する学術団体として、日本農業工学会が存在する。以下に農業工学の日本での詳細区分の一例として、日本農業工学会への加盟学協会の一覧を示す。
- 日本生物環境工学会（旧 日本生物環境調節学会、日本植物工場学会）
- 日本農業気象学会
- 日本農作業学会
- 農業食料工学会（旧 農業機械学会）
- 農業施設学会
- 農業電化協会
- 農業農村工学会（旧 農業土木学会）
- 農村計画学会
- 生態工学会
- 農業情報学会

## 歴史

### 国際的な歴史

#### アメリカ合衆国
アメリカで農業工学に関する最初のカリキュラムが開設されたのはアイオワ州立大学で、J.B.ダビッドソンら教授陣が1903年のことである。アメリカ農業食料工学会東北支部会は現在のアメリカ社会農業生物会で、当時の技術者により設立されたのは1907年のことである。完全な履歴、農業工学によって直接的または間接的に影響を受けた出来事については、こちら を参照。農業工学はアカデミックプログラムとして登場し、1862年に政府法により制度化された、米国で最初の農業機械大学を創設。1886年、ネブラスカ大学は、農学部で農業工学のコースを提供し、土壌、排水、地形、流量の測定、灌漑のための作業、作物への水の適用を研究する。1907年12月、ウィスコンシン大学で開催された農業工学分野の専門家の第2回会議の際に、米国農業技術者協会、米国農業技術者協会-ASAEが正式に設立。 1910年 アイオワ大学は 、最初の農業工学の学位を授与。1917年にコーネル大学は農業工学の最初の博士号を授与。1925年には、米国で農業工学の称号を授与した10の機関があった。1950年、この専門職は、これらの研究をエンジニアリング部門として定義および特定するために、農業技術者協会の努力と推進のおかげで大きなブームになる。その年、40の大学が農業技術者の称号を授与し、その多くはマジスターと博士のレベルで大学院研究を行っていた。現在、米国およびカナダには、農業工学の50の部門と12,000人を超える専門家がおり、世界中の学部および大学院レベルで600を超えるキャリアプログラムがある。

#### ドイツ
ドイツは、過去には、Agrotechnikは工学技術系の専門分野であった。したがって、Strickhofは技術者の学校であった。2005年に高等専門学校の施設を持つStrickhofは、農林業向けの最初の高等専門学校である。

#### メキシコ
メキシコのチャピンゴ自治大学 (Universidad Autónoma Chapingo) は、ラテンアメリカで最初の農業工学の発展を促進した大学。1854年2月22日の時点で、国立農業獣医教育機関ENAとして発足。1930年代には、農業科学と工学の確固たる基盤を備えた灌漑専門の農学カリキュラムで開校された。現在学校は灌漑、農業力学、農業経済学、施設園芸、土壌、農業寄生虫学、農村社会学、林業、農業ビジネスなどを含む23の専門分野で農学者を養成しておりまたこれらの分野で大学院プログラムを備える。現在、メキシコのこの知識分野における研究の最高の教育機関は31州および連邦管轄区のそれぞれからの学生を擁し、次のように大規模な研究機関ある国際トウモロコシ・コムギ改良センター (CIMMYT)、メキシコ国立農科大学大学院とInifapがある。メキシコの農学者の日は、チャピンゴ自治大学の設立日を記念して2月22日に祝われる。

#### ラテンアメリカ
中南米にも1950年代に農業の近代化と並行して最初の学校が1957年にエクアドルのポルトビエホ市にあるマナビ工科大学に設立された。このプログラムは、灌漑と機械の分野を対象としていた。1958年、FAOが組織した国際機械化会議がチリのチヤンで開催された。 このイベントの結論の中で、農業工学がラテンアメリカの農業の発展に貢献してきたことが強調されている。リマの農業工学研究所は1959年、農業省に付属する団体として設立。 新しい研究所の目的は、過去2年間農学部の学生に農業工学コースを提供することで卒業生は、植物技術、農業経済学、動物飼育技術または農業といった農業技術者の称号を取得した。1960年、ペルーの国立農業学校は現在のラモリーナ国立農業大学であるが、その後農業工学部になる。この新しい流れと国連による技術的および財政的支援のおかげで、1962年に73人の学生で始まった農業工学の5年間の専門的プログラムの創設への扉が開かれた。同様に、1941年にホンジュラスにパンアメリカン農業学校が設立され、またザモラノが一般的に知られて以来、この小さな学校はアメリカ大陸の役目を果たす今日の大学センターに成長した。1966年に32人の農業技術者が卒業し、同年、アグラリアラモリーナ大学では432人の学生が工学部に入学した。
ブラジルなどの他の中南米諸国では農業工学の教育は、1960年、今日のミナスジェライス州の農村大学で、農産物、トラクター、農業機械の商業化の分野の大学院課程で開始した。ヴィソーザ連邦大学では基本的に農業エンジニア向けのプログラムであったのですぐにブラジルの教育省は農学の卒業生の基本的な工学科学の分野での欠如に気づく。工学部の卒業生では生物学および農業科学の知識がほとんどなかった。この経験の結果、1969年にサンパウロのカンピナス大学、リオグランデドスルのペロタス大学など工学分野の先駆でヴィソーザに学部レベルの農業工学プログラムを設置することを決定した。

### 日本国内における歴史
日本では明治に入り農業事業は大規模化し、安積疏水·那須疏水·明治用水などの農業水利開発、新潟平野などの排水改良、児島湾·有明海などの干拓、北海道、三本木、牧の原などの開墾、耕地整理などが行われ、大正四年には、下館市(現在の筑西市)の伊讃美ヶ原記念揚水事業で揚水ポンプを使って鬼怒川から水を引き、低地の水田の排水と、台地の畑地への利水という二つの大きな問題点を解決していく。八郎潟干拓では、従来の圃場整備技術に都市計画的農村計画の手法を組み合わせることにより、開発が進む。1960年代からは農業基本法(昭和三六年制定)に基づき、 農業生産性の向上を図るため、全国各地で農業水利開発や農地,草地の造成、既存の水田を中心とした園場整備が進められた。1970年代からは広域農道整備、農村総合整備、農業集落排水整備、1990年代からは農村の自然環境整備、田園空間整備など農村環境整備が進められていくこうした日本の農業技術は海外でも極めて高く評価されている。
日本での農業用水の使用量は549億トン/年(取水量ベース)であり、国内全体の水使用量の三分の二を占めている。この利用は、総延長地球10周分の40万キロにもなる水路、 7000カ所のダム等の基幹水利施設、21万か所のため池等によって支えられている。これら農業水利施設の多くは今後更新時期を迎えていく。
耕地面積は、1961年の609万ヘクタールをピークに一貫して減少し、2008年には、ピーク時の七割となる462万8千ヘクタールとなっている。耕地のかい廃要因は、 耕作放棄(41%)と宅地等への転換(39%)が大部分を占めている。

### 日本の農業工学に関する教育の変遷
日本の農業工学教育は、明治の近代化の課程で近代的学制の施行が行われ、特に農業土木については、それまでの水田農業体系を踏まえて成長する制度的基盤が与えられて、欧米の科学技術を輸入しつつ、公的に教育研究する学制を築き上げていく。
前期農業土木は独自の水田農業体系をつくり上げたが、その知識体系のなかでも水利技術などが役人の世襲的な行政知識のなかに閉じ込められていて、近代的公教育のなかで一般化される必要があった。
欧米科学技術の輸入に基づく近代学制の創出期においては、日本的水田農業体系は視野の外に置かれていて、前期農水利の知識体系の継承については、武士の解体に伴い制度的には断絶することになる。ただしこの部分は実際のところ、農村の指導層あるいは水利組織等によって受け継がれていった。
札幌農学校は設立時マサチューセッツ農科大学をモデルにして基礎的学理を教授しつつ、極めて実践的な開拓指導者の養成を志向していた。当時の科目には、農業土木学あるいは土地改良学という名前は見出せないが、基礎的科学に加えて、測量学、土工学、経済学、農業・園芸学等もあげられ、全体としての性格は基礎科学を重視したアメリカ的開拓学の体系であり、いわば今日の農業土木の性格に近い面を持っていたのである。
札幌農学校より2年後開設される駒場農学校の初期の授業科目では、農業土木あるいは土地改良についての授業科目はほとんどなく、わずかに測量と土木工学が一年次にあげられるにとどまった。
札幌農学校は、その後、東北帝国大学農科大学（1907年）、北海道帝国大学（1918年）と拡充されていくが、アメリカ的開拓学の体系を日本独持の水田農業体系と結びつけて、開拓科学の体系を拡充していくことにはならず、次第に分化を進めて、一般の分化科学を並列させる高等教育機関に変わっていく。札幌農学校の持っていた農業土木的性格は、一方には土木工学に吸収され、他方には農業物理学に継承されている。そのため、近代農業土木学を創り出す主流とはならずに終わった。
1886年、駒場農学校は東京山林学校と合流して東京農林学校となる。このときには、農業土木と土地改良論が科目として上げられた。
1890年、文部省の憩い要請により、東京農林学校は帝国大学農科大学（後の東京大学農学部）となる。これは農学を単科大学としては認めても、総合大学に属するものではないとしてきたヨーロッパ流の伝統を超えたものであり、日本政府の農学建設への意欲を示すものである。
1893年、農科大学に講座制が敷かれるが、農業土木学は農学の講座に属する授業科目にとどまる。
ところで当時、田区改正の気運は盛り上がっており、1887年から4年間ドイツに留学した農務官吏酒匂恒明は、1892年に「米作新論」を著し、外国と日本の土地整理の比較を行い、翌1893年には「土地整理論」を公刊している。この情勢の中で学生時代を過ごし、1895年に帝国大学農科大学を卒業した上野英三郎は、大学院で耕地整理の研究を続け、耕地整理法制定の翌1900年に、農学第二講座分担の講師に任命され、農業工学関係の講義を担当することになった。農業土木の大学教育への登場である。
このころ、ヨーロッパの土地整理をモデルにすることについて議論が起こり、横井時敬などによる日本の水田農業体系に照合する耕地整理や土地改良を論説も現れた。農商務省は1905年の耕地整理法改正を機に耕地整理を奨励、そして耕地整理技術者養成のための耕地整理講習制度を定め、東京高等農学校（東京農業大学の前身）に依頼して中学校卒業者を対象に講習を開始した。
翌1906年には、帝国大学農科大学にも依頼、第一種としては在学生または学士、第二種としては高等農林学校卒または高等工業学校土木科卒を対象とし、本格的な講習を行うようになった。これにより、耕地整理受講者という形で、農業土木技術者集団が形成されるようになった。これを基盤にして、1907年には耕地整理研究会が発足した。これは農業土木技術者集団のソサエティとなり、後の農業土木学会を生む母体となった。
耕地整理新法成立の翌々年（1911年）、東京帝大農科大学に農業工学講座が認められ、農業土木は近代的学制の中に正式に位置を占める。ただし耕地整理事業そのものは地主による土地投資が中心であった。したがって、大規模に展開するものではなかったのである。そのため1914年、耕地整理法はまたまた改正され、湖海の埋立ておよび干拓を加えて、耕地整理とはいいながら、戦後の土地改良の範囲にほぼ近いものになった。
1914年から始まった第一次世界大戦は，工業の一層の成長、都市の拡大を促し、新たな米需要の増大をもたらした。米騒動（1918年）を契機として、政府は積極的な食糧増産政策に乗出し、1919年開墾助成法を発布し、開墾事業に利子補給を行うことを決めた。さらに1920年には、これまで控えていた朝鮮産米増殖計画を打ち出す。1921年には、臨時治水調査会が設けられ、農地防災の重要性が強調され、1923年には用排水幹線改良補助要項が打ち出された。これにより、灌漑排水事業は、国の補助を受けつつ、県営の事業として、中小河川改修も含めて大々的に行われるようになった。
このころ、文部省は特色のある高等農林学校（高農）の建設をめざしていたが、このような背景の中で農業土木は注目され、1921年、新設の三重高等農林学校に農業土木学科が初めて設けられた。1922年には九州帝国大学農学部に農業工学講座が設置され、さらに1923年、京都帝国大学に農学部を新設する際には，新しく農林工学科が設けられることになり、1924年、農業工学第一、第二講座が設置された。東京帝大には1925年に、農業土木学専修が設置される。
この時までの農業土木の成長に常にかかわってきた上野英三郎は、1925年5月、職務中に倒れ急逝（上野の愛犬の話は忠犬ハチ公として知られる）。新しい体制、農業土木教育のスタートを後進に委ねる。上野の偉業を記念して農業土木学会は、1971年、農業土木学会賞のなかに上野賞を設けた。
昭和に入ると、一連の国庫補助のほか、1929年には開墾助成法が改正され、事業費そのものに補助が出されるようになった。同年には、耕地整理研究会を発展的に解消して農業土木学会が設立され（2007年に農業農村工学会へ名称変更）、農業土木学の体制が大学・学会の両面において整う。翌5年には、国営の農業土木事業が始まり、巨椋池干拓事業が着手された。時の蔵相高橋是清は積極的な公共投資政策を打ち出し、諸々の諸政策とともに1932年には救農土木事業を大々的に実施する。農業土木の役割が情勢のなかで大きな変化を遂げ、単に作物生育の場を整備する技術にとどまらず、農村振興そのものにかかわる事業となり、また地主の土地・利水条件整備に必要な技術にとどまらず、国民経済発展に向けての財政政策が必要とする事業へと変わる。
1935年、東京帝大の農業土木専修は正式に学科として認められ、1938年には九州帝大に農業土木学専修が認められた。1941年に、農地開発法が制定、農地の開発改良が強力に進められることが決まるとともに、実施機関として農地開発営団が設立する。農業土木技術者の養成は急務となり、同年に宇都宮高等農林学校、東京農業大学専門部に農業土木学科が設けられ、翌1942年には岐阜高等農林学校にも設立された。
現代農業土木の母体および発展の基礎条件は、戦前の昭和期に形成されたのであるが、戦争へ突入という事態のために、その開花は戦後に委ねられた。
戦後は農地開発営団が解散させられ、緊急開拓事業はこれまでの開墾、干拓、灌漑排水等に加えて集落計画、公共施設計画も必要とした。この期の農業土木は、1970年代以降に本格的に現れる農村計画、地域計画をいち早く体験している。折から農地改革の実施、その関連において1949年土地改良法が制定。土地改良事業の主体が地主から農業者に移されるとともに、土地改良事業への公共の援助が約束され、国営土地改良事業の実施も定められた。
さらにこれまで事業は耕地整理組合（農林省所管）、施設の管理は普通水利組合（内務省所管）と分裂していたのを、土地改良区に一本化された。これらは土地改良を国の施策として重視することを意味し、土地改良発展の制度的整備であった。
このような動きは、農業土木技術者養成にも反映し、終戦直前の盛岡農林専門学校・愛媛県立農林専門学校の農業土木科新設に続いて、終戦直後から学制改革期（1949年）に向けて、北海道大学農業物理学科（後の農業工学科）をはじめとして新たに4農専に農業土木科が誕生するが、戦後の学制改革は、学制そのものの変革を進め、1947年に教育基本法、学校数育法が新たに制定され、農専は次々と新制大学農学部へと移行していく。
なお、農業土木学/農業農村工学というのは日本の独自の分野である。諸外国では畑地であれ水田であれ、灌漑排水はあくまで土木工学の一分野であり、工学部の出身者が農学部（農業工学）の出身者と共同で担う分野となっている。
今日の日本では、もっぱら農学の中にあり、農学部の出身者が実務を担っている。日本でこのようになったのは、上野英三郎博士という卓越した科学者・教育者が農学にいてこの学術の創始者となり、工学部土木に頼ることなく、土木工学の基礎についても農学部の内部で教育をすることで、多数の農業土木技術者を養成したという歴史的な事情があり、上野博士はその後工学部土木学の分野からも一目を置かれ、工学部でも講義を担当していた。
1971年（昭和46年）に、上野博士誕生100年を記念して旧農業土木学会の学会賞のなかに上野賞が設けられ、「農業土木に関する事業の新しい分野の発展に寄与すると認められる業績」に対して、毎年送られている。翻って、大正期の関東大震災の復興支援（広範に渡る土地区画整理事業）や2011年（平成23年）3月の東日本大震災の津波被害と原発事故にともなう農地と環境の放射能汚染に対して、沿岸地域の農業と農村の復興、ならびに農地の除染および放射性物質の土壌や環境中の挙動の研究に、農業農村工学分野の技術者と研究者が尽力をしており、大災害への対応についても上野英三郎博士が創始した学術分野の伝統が引き継がれているのである。

#### 畜産土木
1981年に北里大学の獣医畜産学部に3番目の学科として「畜産土木工学科」が増設されたが、1980年代の日本の農業環境は稲作一辺倒の反省から畜産振興が盛んに取り上げられていた時代であったため、酪農や肉牛などの大動物飼養を保証する飼料基盤の整備、養鶏や養豚などで多頭羽飼養のための基盤整備などにかかわる専門技術が農業工学領域の新たなる展開の時代とみなされたのである。

## 農業工学技術者
アメリカでは農業工学技術者の業務は計画、農排水システム構築を監督管理や灌漑、排水、洪水の水制御システム、実行環境アセスメント、農業 商品 加工について対処することであるが、農業工学技術者の大部分は学界でまたはアメリカ合衆国農務省や州の農業普及サービスなどの政府機関に勤務。民間のエンジニアリング会社が雇用するコンサルタント技術者もいれば、農業機械、機器、加工技術の製造業者、家畜の飼育や農作物を貯蔵するための建造物などの業界で働くコンサルタントもいる。農業工学技術者は生産、販売、管理、研究開発、応用科学の分野で従事している。
英国では、農業工学技術者という用語は、農業機器を修理または改造する人を表すのにもしばしば使用される。
ドイツでは、Landtechniker, Agrartechniker, 土地改良技術者、農業工学技術者、などの語で呼ばれ、農業工学技術者は農場で従事（園芸、ぶどう栽培、商品、農業実験および研究機関など）。土、家畜、種の他に農機の世話をし、さらに作業プロセスの計画を担当するが、自身の農事活動も行う。土地改良技術者としての訓練は、技術専門学校での2年間の高度訓練を通して行われ、これの前提条件は、完了した職業訓練である。農業工学技術者の大多数はBAT Vbに報酬は位置づけられる。ドイツ連邦政府および州政府の基本給BAT Vb（西側ユーロでの総平均給与）は、21歳で1,424ユーロ、地域の追加料金および一般手当を含む。団体基本給は職業経験に応じて、1,964ユーロから2,144ユーロの間である。
日本では、農業土木コンサルタント企業も複数存在しており、そういった企業や農業機械・園芸ハウスなど各種の農業関連メーカーなどでの活動がある。
専門分野
農業工学技術者は、以下の分野のいずれかに従事しうる。
- 農業機械･機器･農業施設の構造設計
- 農業用機械に適用される内燃機関
- 農業資源管理（含む 土地利用、水利用）
- 水の管理、保全、保存のための作物の 灌漑 - 家畜 生産
- 測量 -土地プロファイリング
- 気象学、大気科学
- 土壌管理-保全を含む 浸食対策
- 播種、耕起、収穫、農作物の加工
- 家畜の生産を含む家禽、養殖業、酪農、畜産製品製造
- 廃棄物管理を含む動物の廃棄物の農業残渣、肥料の流出
- 食品工学 農産物加工
- 電気モーターに適用される回路網解析の基本原理
- 農業で活用する物理的及び化学的性質材料生産
- 生物資源工学、機械の分子レベルの環境貢献
- 作物と動物の生産に関する計画実験

### 資格試験等での試験区分
国家公務員採用試験において、総合職・一般職ともに「農業農村工学分野」が該当する。一般的に農業農村工学は農業土木を示すが、国家公務員試験においては農業工学を包括する用語として使われる。
技術士 (農業部門)には、専門科目として、農業土木、農村地域計画、農村環境、などがある。日本技術者教育認定機構のJABEEプログラムでは、プログラム名は「農業土木プログラム」である。